# New Rochelle (New York)
New Rochelle je grad u američkoj saveznoj državi New York. Prema popisu stanovništva iz 2010. u njemu je živjelo 77.062 stanovnika.